# Glossocratus breviceps
Glossocratus breviceps är en insektsart som beskrevs av Morrison 1973. Glossocratus breviceps ingår i släktet Glossocratus och familjen dvärgstritar. Inga underarter finns listade i Catalogue of Life.